# René Cardona III
Pour les articles homonymes, voir Cardona (homonymie).
René Cardona III, né en 1962 et mort le 16 mai 2021 à Tijuana est un acteur, réalisateur, scénariste et producteur mexicain. 

## Biographie
René Cardona III est le fils de René Cardona Jr. et le petit-fils de René Cardona, également cinéastes.

## Filmographie

### comme réalisateur
- 1988 : Viva la risa
- 1989 : El Día de las sirvientas
- 1989 : El Mil hijos
- 1989 : Las Borrachas
- 1989 : Vacaciones de terror
- 1989 : Viva la risa II
- 1990 : Agentes federales
- 1990 : Atrapados en la coca
- 1990 : Comando marino
- 1990 : el hombre lobo Colmillos
- 1990 : Keiko en peligro
- 1991 : Alarido del terror
- 1991 : Dos locos en aprietos
- 1991 : El Descuartizador
- 1991 : El Intruso
- 1991 : La Leyenda del escorpión
- 1991 : Nacidos para morir
- 1991 : Vacaciones de terror 2
- 1992 : Dos fuerzas
- 1992 : Gata por liebre
- 1993 : Cuestión de honor
- 1993 : Grupo táctico especial
- 1993 : Seducción criminal
- 1993 : Sendero mortal
- 1994 : Mi amigo Juan
- 1995 : A sangre fria
- 1995 : Buscando salida
- 1995 : El Fiscal de hierro 4
- 1995 : El Tratado me vale... Wilson
- 1995 : Los Ángeles de la muerte
- 1995 : Morir mil muertes
- 1995 : Secuestro
- 1996 : Conductas obsesivas
- 1996 : El Asesino del teatro
- 1996 : El Lider de las masas
- 1996 : Rostro de piedra
- 1996 : Violencia urbana
- 1997 : Halcon asesino profesional
- 1997 : Prisioneras del deseo
- 1998 : El Cuervo
- 1998 : Hembras con valor de muerte
- 1998 : La Venganza del viejito
- 1998 : Muerte en Linares
- 1999 : Billete verde
- 1999 : El Profeta
- 1999 : Insaciable venganza
- 1999 : La Fiera
- 1999 : Si nos dejan
- 1999 : Siete millones
- 2000 : ¡Alerta!... La justicia de Rojo
- 2000 : Cabecillas de la sierra
- 2000 : La Dama de rojo
- 2001 : Serafín: La película
- 2002 : La Clave del acordeon
- 2002 : La Sota colorada
- 2004 : Historias y testigos: ¡Ni una muerta mas!
- 2004 : Los Hermanos Mata
- 2004 : Mentira

### comme acteur
- 1968 : El Zangano
- 1969 : La Maestra inolvidable
- 1970 : El Pueblo del terror
- 1970 : Robinson Crusoe et le tigre
- 1971 : El Nano
- 1971 : La Mula de Cullen Baker
- 1971 : Los Corrompidos
- 1972 : Un Pirata de doce años
- 1973 : El Derecho de los pobres
- 1973 : el fugitivo de los pantanos Zindy
- 1973 : La Tigresa
- 1975 : El Pequeño Robin Hood
- 1976 : El Miedo no anda en burro
- 1978 : Cyclone
- 1978 : Le Mystère du triangle des Bermudes
- 1979 : Carlos el terrorista
- 1983 : Terror en los barrios
- 1985 : Cementerio del terror
- 1985 : Los Matones del Norte
- 1987 : El Ataque de los pájaros
- 1989 : Vacaciones de terror
- 1991 : La Leyenda del escorpión

### comme scénariste
- 1989 : Vacaciones de terror
- 1990 : Keiko en peligro
- 1991 : Alarido del terror
- 1991 : Dos locos en aprietos
- 1991 : El Muerto
- 1993 : Seducción criminal
- 1999 : Si nos dejan

### comme producteur
- 1991 : Alarido del terror
- 1995 : Morir mil muertes
- 1997 : Fuera de serie
- 2004 : Desnudos

### comme monteur
- 1991 : Alarido del terror